# Горобине насіння польове
Горобине насіння польове, горобейник польовий, буглосоїдес польовий (Buglossoides arvensis) — вид трав'янистих рослин родини шорстколисті (Boraginaceae), поширений у Північній Африці, Європі, помірній і тропічній Азії.

## Опис
Однорічна рослина 15–50(70) см заввишки, від прямостійної до лежачої, зелена. Стебла вкриті тільки простими волосками. Листки лінійно-довгасті, ланцетні, вузько-еліптичні чи ланцетні звужені до основи, 0.8–4.5(10) × 0.2–1.2(2) см, гострі до ± тупих або округлі на верхівці, сидячі або дещо облягають стебло в основі. Суцвіття прості, термінальні або пазушні. Чашечка густо блідо щетиниста; чашолистки прямостійні, лінійно-шилоподібні, 3–6 мм завдовжки, стаючи до 0.8–1.5 см завдовжки в плодах, тупі або гострі. Віночок 4–6(8) мм довжиною, білий, від блідо до темно-синього, або пурпуровий, воронкоподібний або ± сідлоподібний, трубка довжиною з чашечку або трохи довша. Горішки білуваті або блідо-коричневі, дуже тверді, ± глянцеві, 2–3(4) × 1.5–2.5 мм, від дрібно до грубо горбкуваті; дзьоб короткий, тупий, злегка загнутий.

## Поширення
Поширений у Північній Африці, Європі, помірній і тропічній Азії; широко натуралізований.
В Україні вид зростає на пасовищах, пустирях, покладах як бур'ян на полях, у садах — на всій території звичайний; бур'ян.

## Галерея

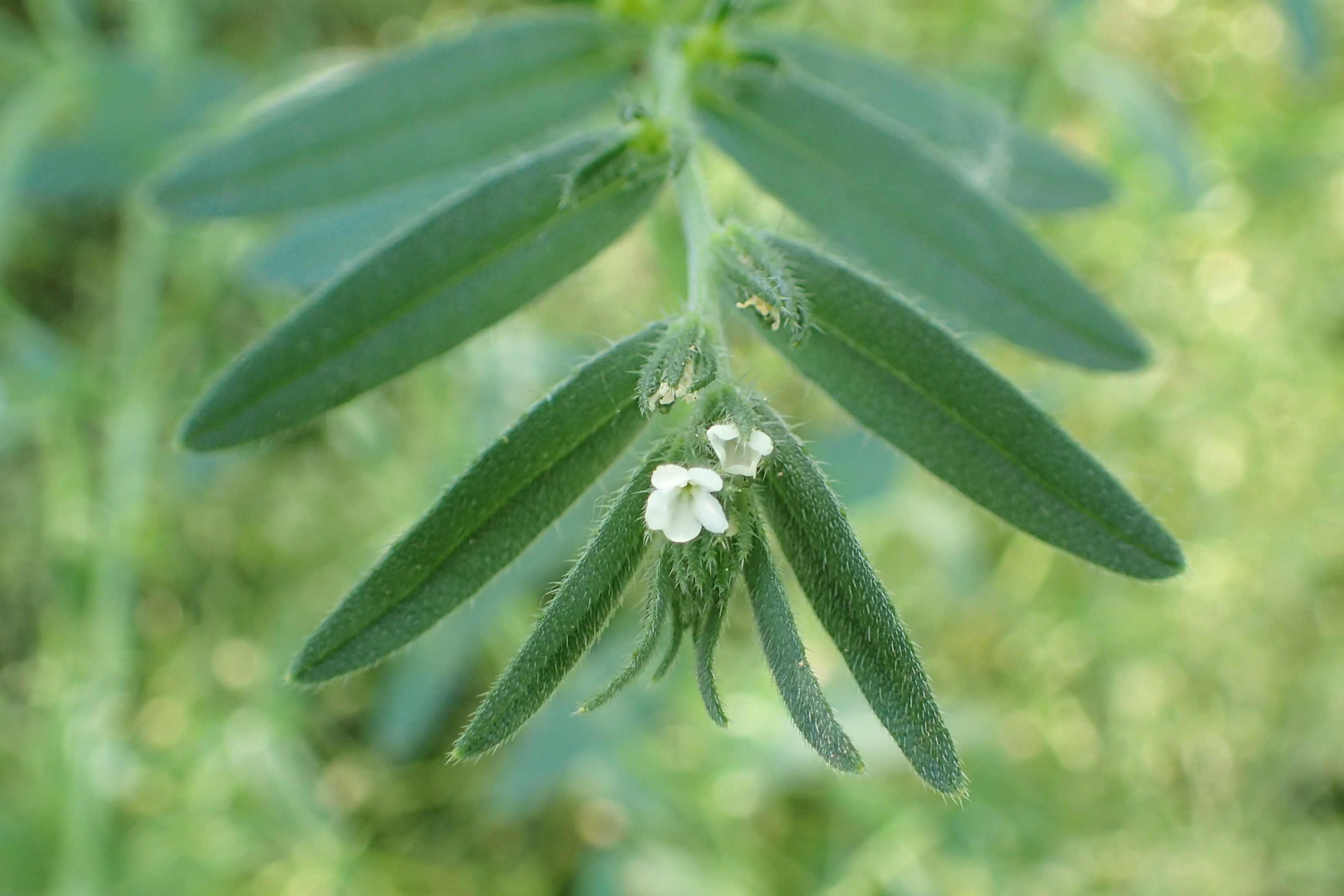
листя, квіти
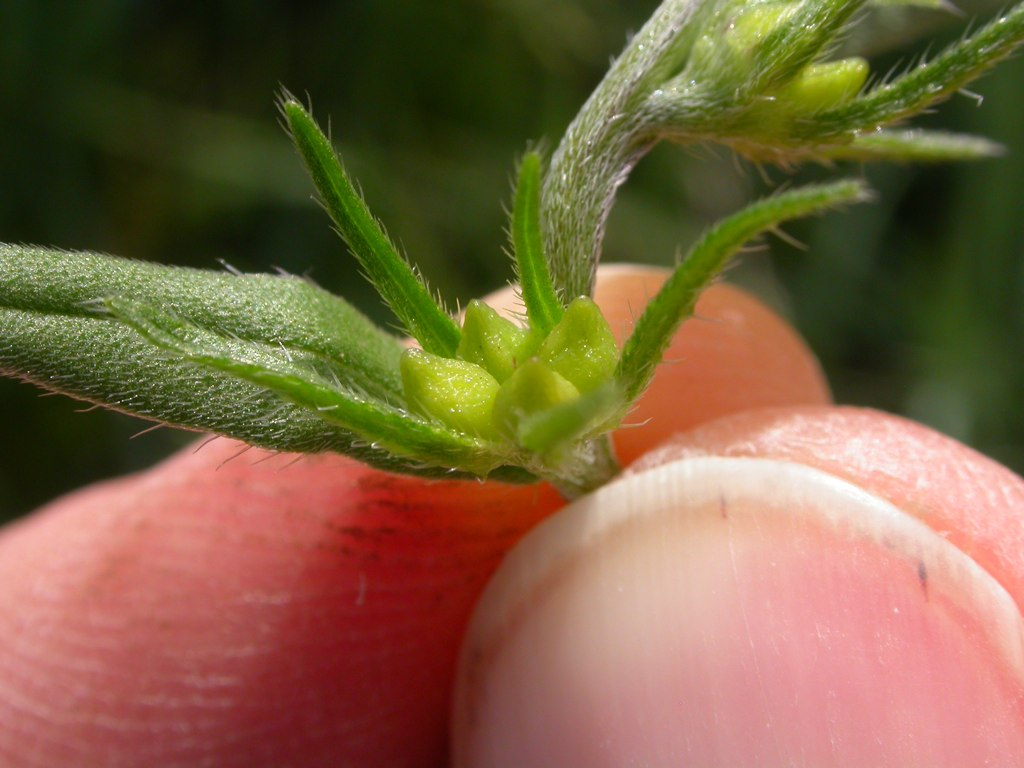
незрілі плоди
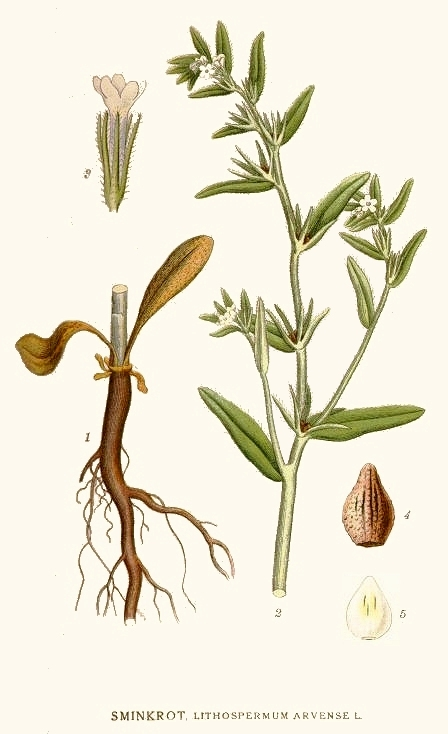
ілюстрація